# Villa Morelos, Jalisco
Villa Morelos är en ort i Mexiko.   Den ligger i kommunen Santa María del Oro och delstaten Jalisco, i den södra delen av landet, 400 km väster om huvudstaden Mexico City. Villa Morelos ligger 730 meter över havet och antalet invånare är 117.
Terrängen runt Villa Morelos är huvudsakligen kuperad, men åt sydväst är den platt. Runt Villa Morelos är det ganska tätbefolkat, med 62 invånare per kvadratkilometer. Närmaste större samhälle är Villa Doctor Gómez, 4,1 km söder om Villa Morelos. I omgivningarna runt Villa Morelos växer huvudsakligen savannskog.